# No Mundo dos Trebelhos
No Mundo dos Trebelhos é o título de um livro sobre enxadrismo escrito por Ronald Câmara e publicado no Brasil em 1996.

## Sinopse
O autor aborda interessantes e variados temas sobre o enxadrismo, partidas magistrais e histórias de enxadristas exponenciais.